# Ludwig Fischer (prawnik)

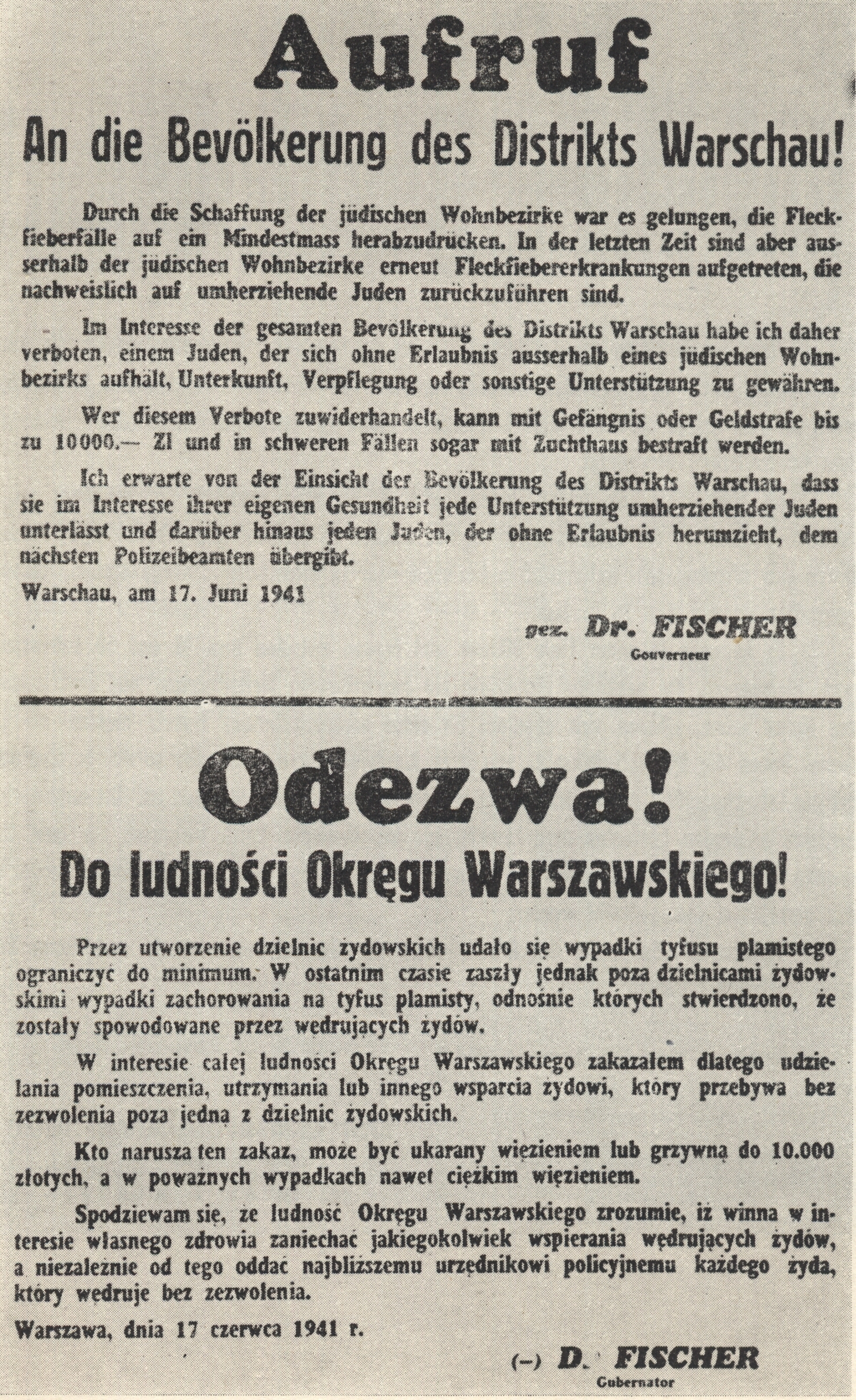
Odezwa niemiecka z 1941 ostrzegająca ludność okręgu warszawskiego przed zarażeniem się tyfusem plamistym od Żydów z getta, sygnowana przez Ludwiga Fischera

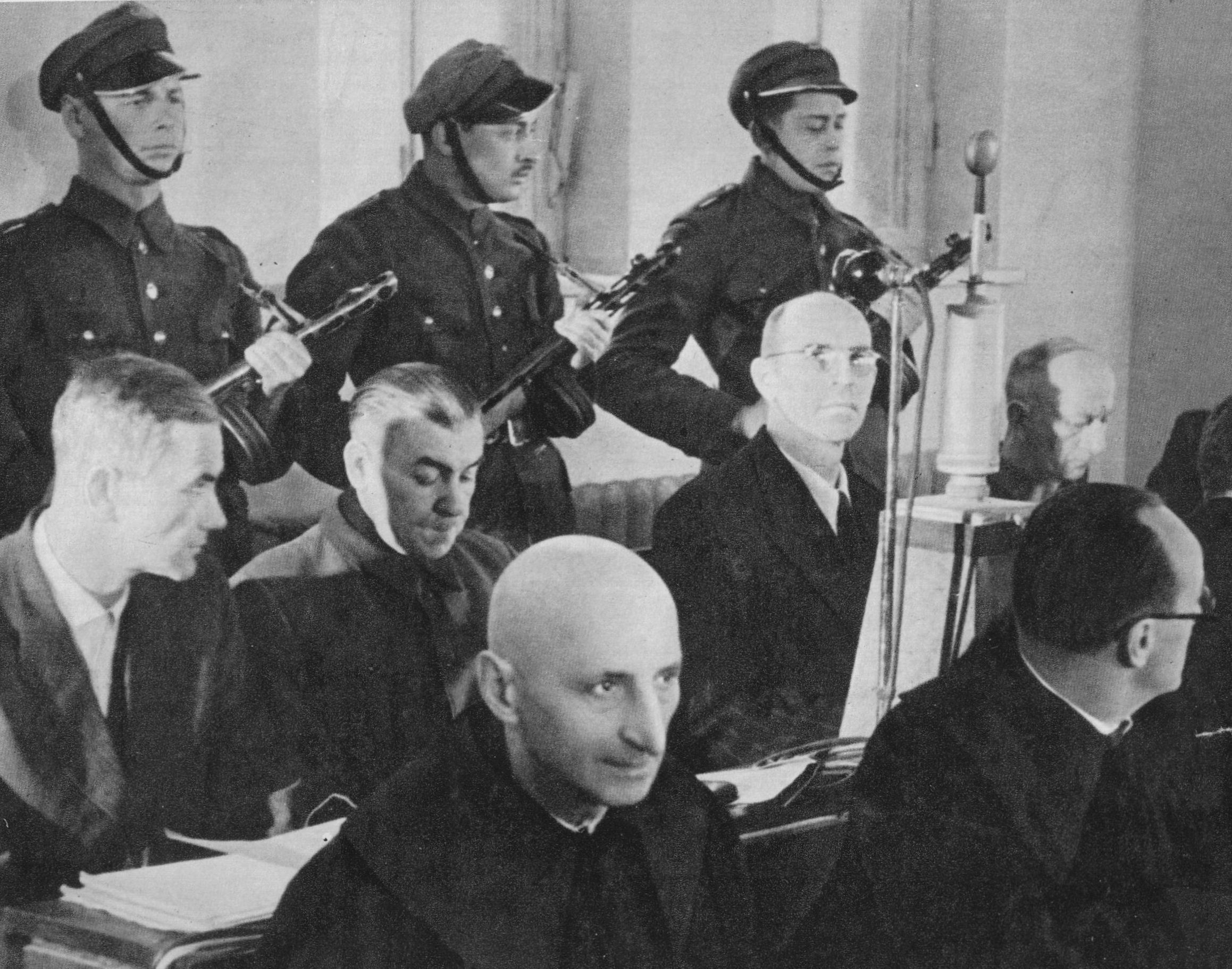
Ludwig Fischer (pierwszy z lewej, w drugim rzędzie) podczas procesu przed Najwyższym Trybunałem Narodowym w Warszawie

Ludwig Fischer (ur. 16 kwietnia 1905 w Kaiserslautern, stracony 8 marca 1947 w Warszawie) – niemiecki zbrodniarz nazistowski, gubernator dystryktu warszawskiego Generalnego Gubernatorstwa przez cały okres okupacji Polski przez III Rzeszę.

## Rodzina
Był żonaty z Friedą Coblitz, z którą miał dwie córki. Pierwsza urodziła się w Niemczech przed wojną, a druga w 1940 w Warszawie.

## Życiorys
Urodził się w Kaiserslautern w Nadrenii, gdzie skończył średnią szkołę realną. Studiował prawo na kilku niemieckich uniwersytetach. W 1928 uzyskał doktorat praw na uniwersytecie w Erlangen, zaliczając wcześniej egzamin państwowy w 1927. W latach 1928–1932 odbywał praktykę sądową w sądzie grodzkim i administracji państwowej w Kaiserslautern, po której ukończeniu odbył praktykę adwokacką w Monachium. Tam miał się zetknąć ze swoim późniejszym współpracownikiem oraz zastępcą Herbertem Hummelem. Do NSDAP wstąpił w 1926, a do SA w 1929 (uzyskał tam wysoki stopień SA-Gruppenführera). W 1937 został wybrany jako poseł do Reichstagu.

### II wojna światowa
26 października 1939 został powołany na stanowisko gubernatora dystryktu warszawskiego Generalnego Gubernatorstwa. Stanowisko to zajmował aż do wycofania się wojsk niemieckich z Warszawy w styczniu 1945. 9 listopada 1939 został awansowany na stopień Brigadeführera, a 26 października 1940 na stopień Gruppenführera. W kwietniu i maju 1943 pełnił także obowiązki gubernatora dystryktu lubelskiego.
Fischer, jako gubernator dystryktu warszawskiego, dopuścił się licznych zbrodni na ludności zarówno polskiej, jak i żydowskiej. Wydał m.in. zarządzenie o utworzeniu getta warszawskiego i inne zarządzenia dyskryminujące Żydów. Brał udział także w likwidacji samego getta. Był współodpowiedzialny za terror stosowany wobec cywilnej ludności polskiej, w tym za masowe egzekucje, łapanki i deportacje robotników przymusowych do Rzeszy. Podczas pobytu na terenie Polski mieszkał w pałacyku „Mon Plaisir” w podwarszawskiej Falenicy.
Za zbrodnie popełnione na narodzie polskim Fischer został skazany przez podziemny sąd na karę śmierci. Jego nazwisko znajdowało się na pierwszym miejscu na liście nazistowskich funkcjonariuszy przeznaczonych do eliminacji przez grupy szturmowe AK w ramach tzw. akcji Główki. W marcu 1943 członkowie Kedywu OW AK nadali na Poczcie Głównej dziewięć paczek zawierających bomby zegarowe, z których jedna była zaadresowana do Fischera. Jej wybuch w siedzibie gubernatora w pałacu Brühla spowodował śmierć jednego i ranienie innego funkcjonariusza urzędu. Rok później (8 stycznia 1944) jego samochód został ostrzelany przez członków batalionu „Zośka” w akcji Polowanie, jednak Fischerowi udało się ujść z życiem.
W czasie powstania warszawskiego, podczas ewakuacji 9 sierpnia 1944 z pałacu Brühla, Fischer dostał się pod powstańczy ostrzał i został ranny. Jego zastępca, Herbert Hummel został zabity.
Po upadku powstania Fischer, jako szef administracji cywilnej, współdziałał z administracją wojskową w burzeniu i plądrowaniu miasta. Był odpowiedzialny za fatalne warunki panujące w obozie przejściowym dla warszawskiej ludności cywilnej w Pruszkowie.

### Okres powojenny i proces
10 maja 1945 Fischer został aresztowany przez Amerykanów. Przez kilka miesięcy był osadzony w więzieniu amerykańskim. 30 marca 1946 został ekstradowany do Polski. Wraz z trzema innymi członkami hitlerowskich władz okupowanej Warszawy (Ludwigiem Leistem – starostą Warszawy, Josefem Meisingerem i Maxem Daume) stanął przed Najwyższym Trybunałem Narodowym. Proces rozpoczął się 17 grudnia 1946 w sali Związku Nauczycielstwa Polskiego przy ul. Smulikowskiego 6/8. Fischera oskarżono o organizowanie lub tolerowanie zarządzanych przez gestapo masowych łapanek i egzekucji, zbrodnie popełniane w gettach żydowskich, niszczenie kultury polskiej, zniszczenie większości budynków na terenie Warszawy po powstaniu warszawskim oraz za zburzenie getta warszawskiego. W bardzo dobrze udokumentowanym procesie został uznany za winnego popełnionych zbrodni z wyjątkiem dwóch ostatnich zarzutów burzenia budynków na terenie Warszawy i zburzenia getta. 3 marca 1947 został skazany na karę śmierci. Prezydent Bolesław Bierut nie skorzystał z prawa łaski. 8 marca 1947 Fischer został stracony przez powieszenie w więzieniu przy ul. Rakowieckiej w Warszawie. Egzekucję udokumentowano wykonując zdjęcia i film.

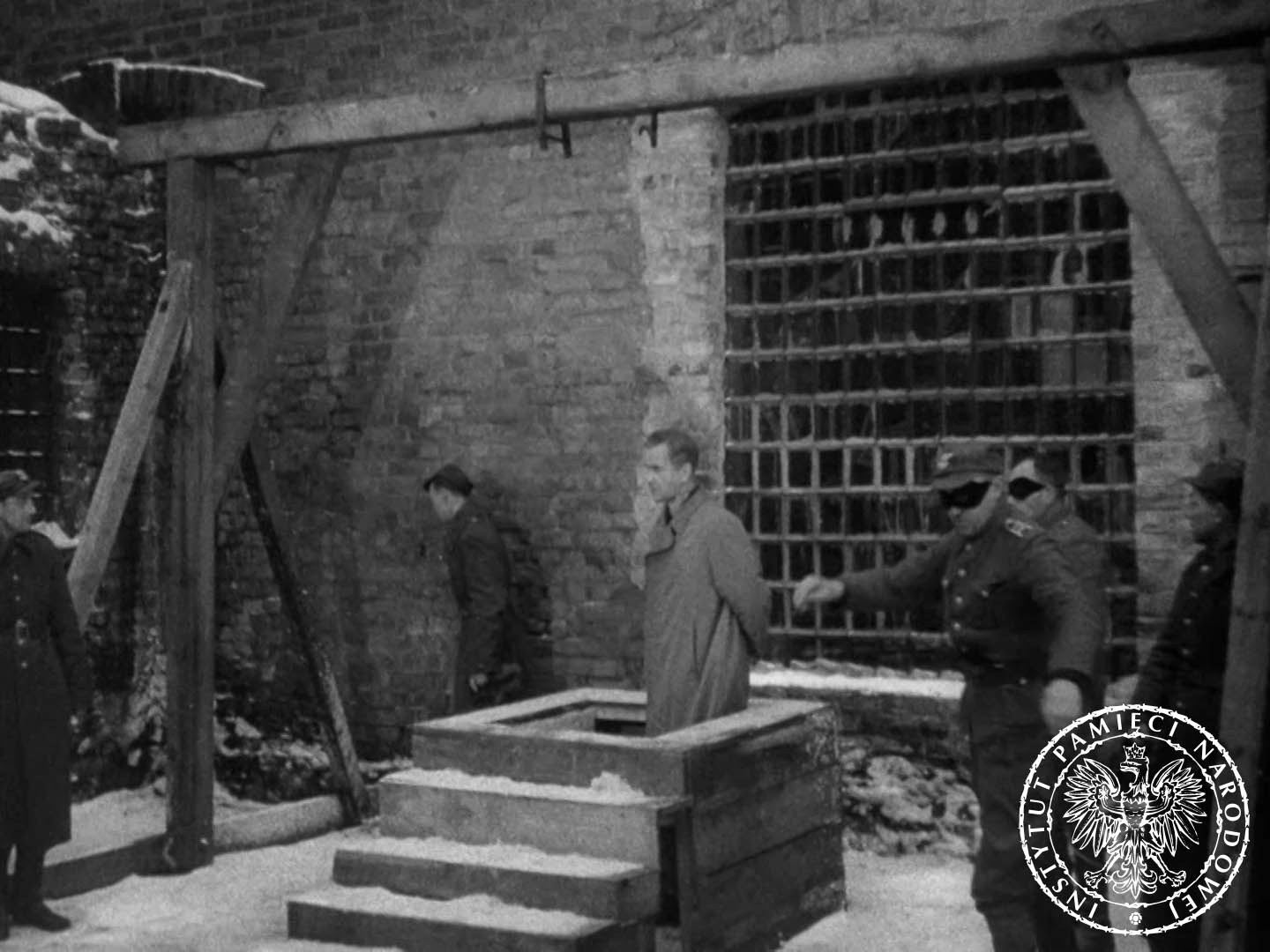
Egzekucja Ludwiga Fischera

## W kulturze
Postać Ludwiga Fischera, grana przez Roberta Kozyrę, pojawia się kilkakrotnie w serialu TVP Czas honoru. W czwartej serii jest jedną z postaci drugoplanowych. W ostatnim odcinku tej serii przedstawiono zamach na jego życie.